# Grafmonument van de familie Pessers-Daniëls
Het grafmonument van de familie Pessers-Daniëls op de rooms-katholieke begraafplaats Binnenstad in de Nederlandse stad Tilburg is een rijksmonument.

## Achtergrond
Bernardus Vincentius (Bernard) Pessers (1865-1926) was een Tilburgse ondernemer. Zijn vader was oprichter van de firma N. Pessers & Zonen, een wolhandel en vellenploterij. In 1915 werd het bedrijf gesplitst en ging Bernard onder eigen naam verder met een leerfabriek annex wolwasserij. Hij was getrouwd met Johanna Maria Daniëls (1865-1945).
Hun grafmonument werd ontworpen door Theo van Delft en uitgevoerd door de Tilburgse Firma L. Petit. De firma was verantwoordelijk voor een aantal andere grafmonumenten op de begraafplaats, waaronder het grafmonument van een kleinzoon van de familie Pessers-Daniëls.

## Beschrijving
Het grafmonument bestaat uit een zwart granieten opstand in drie geledingen. In het risalerend middendeel zit op de tweede geleding een bronzen vrouwenfiguur (engel), die met geheven, gevouwen handen tegen een kruis leunt. In haar gewaad de signatuur 'Th v. Delft'.
De inscriptie in de onderste geleding luidt: 

Hier rust
Bernardus Vincentius
Pessers
geboren te Tilburg 5 april 1865
aldaar overleden 24 januari 1926
Johanna Maria
Daniëls geboren te Tilburg 20 oct. 1865
aldaar overleden 21 april 1945

Om het graf loopt een zwart granieten band met knielbankje, opgevuld met lichtgrijze, stenen platen.

## Waardering
Het grafmonument werd in 2002 in het Monumentenregister opgenomen. "Het heeft cultuurhistorische waarde als bijzondere uitdrukking van een sociale en geestelijke ontwikkeling, in het bijzonder de katholieke grafcultuur. Het is tevens van belang vanwege de bijzondere typologie en de innovatieve waarde. Bovendien is er sprake van een uniek ontwerp, vervaardigd door Theo van Delft dat in brons werd uitgevoerd. Het object is verder ook van belang als onderdeel van een groter geheel dat cultuurhistorisch, architectuurhistorisch en stedenbouwkundig van belang is als eerste katholieke begraafplaats van Tilburg."